# Крива Руда (притока Кременчуцького водосховища)
Крива́ Ру́да — річка в Україні, в межах Глобинського та  Семенівського районів Полтавської області. Ліва притока Дніпра (впадає у Кременчуцьке водосховище). Має також іншу назву: Рудка. Протікає через село Оболонь.

## Історія
Колись Крива Руда була лівою притокою річки Сула, а після створення Кременчуцького водосховища річка стала впадати до нього.

## Опис
Довжина річки 45 км, площа басейну 614 км². Долина неглибока, місцями слабовиражена. Річище завширшки 4—6 м, завглибшки 0,5—1,5 м, звивисте, заболочене майже на всій довжині. Споруджено декілька ставів, серед яких озеро Крива Руда.

## Розташування
Крива Руда бере початок біля села Сидори. Тече спершу на північний захід (частково на північ), далі поступово повертає на захід, південний захід і південь. Впадає до Кременчуцького водосховища біля південно-західної околиці села Святилівки. 
Основна притока: Оболонь (права). 
Річка протікає через село Криву Руду і ще декілька сіл.